# لوتوس (آلبوم کریستینا آگیلرا)
لوتوس (به انگلیسی: Lotus) هفتمین البوم هنرمند اهل ایالات متحده آمریکا کریستینا آگیلرا است که در ۹ نوامبر ۲۰۱۲ منتشر شد.